# 동희홀딩스
동희홀딩스(東熙-)는 동희그룹과 기아가 2001년에 설립한 기업으로, 본사는 충청남도 서산시 성연면 신당1로 105-1(갈현리 703-11) 서산성연농공단지에 있다. 2004년부터 가동을 시작해 모닝과 레이를 생산하고 있으며, 택시나 관용차 등의 플릿 차량 수요로 우선 판매하는 니로 플러스도 출시한다.
이 회사의 정규직원은 모두 관리직이며, 생산직은 모두 비정규직이라 비정규직 보호법과 관련된 논란이 있다.

## 모델

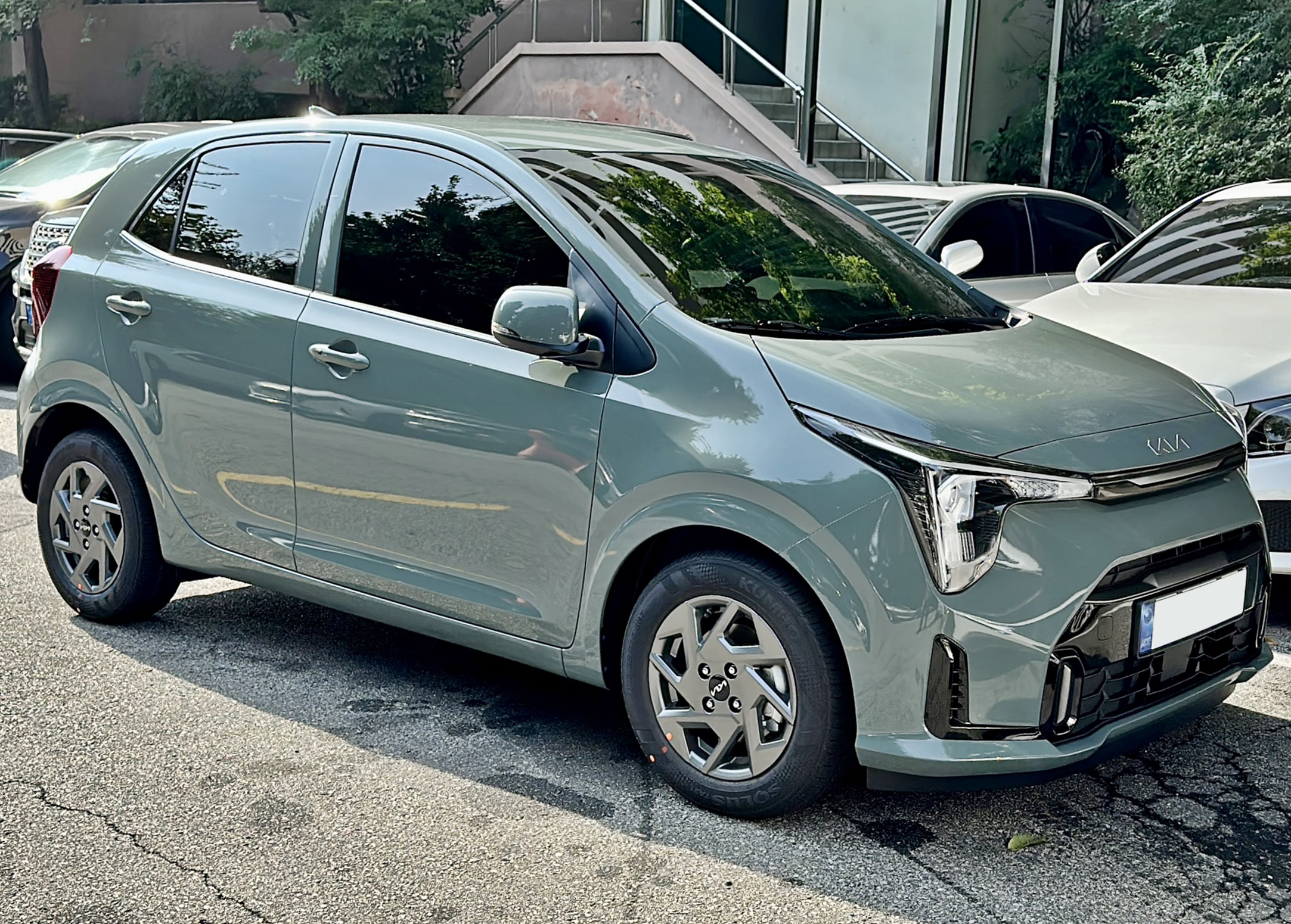
모닝

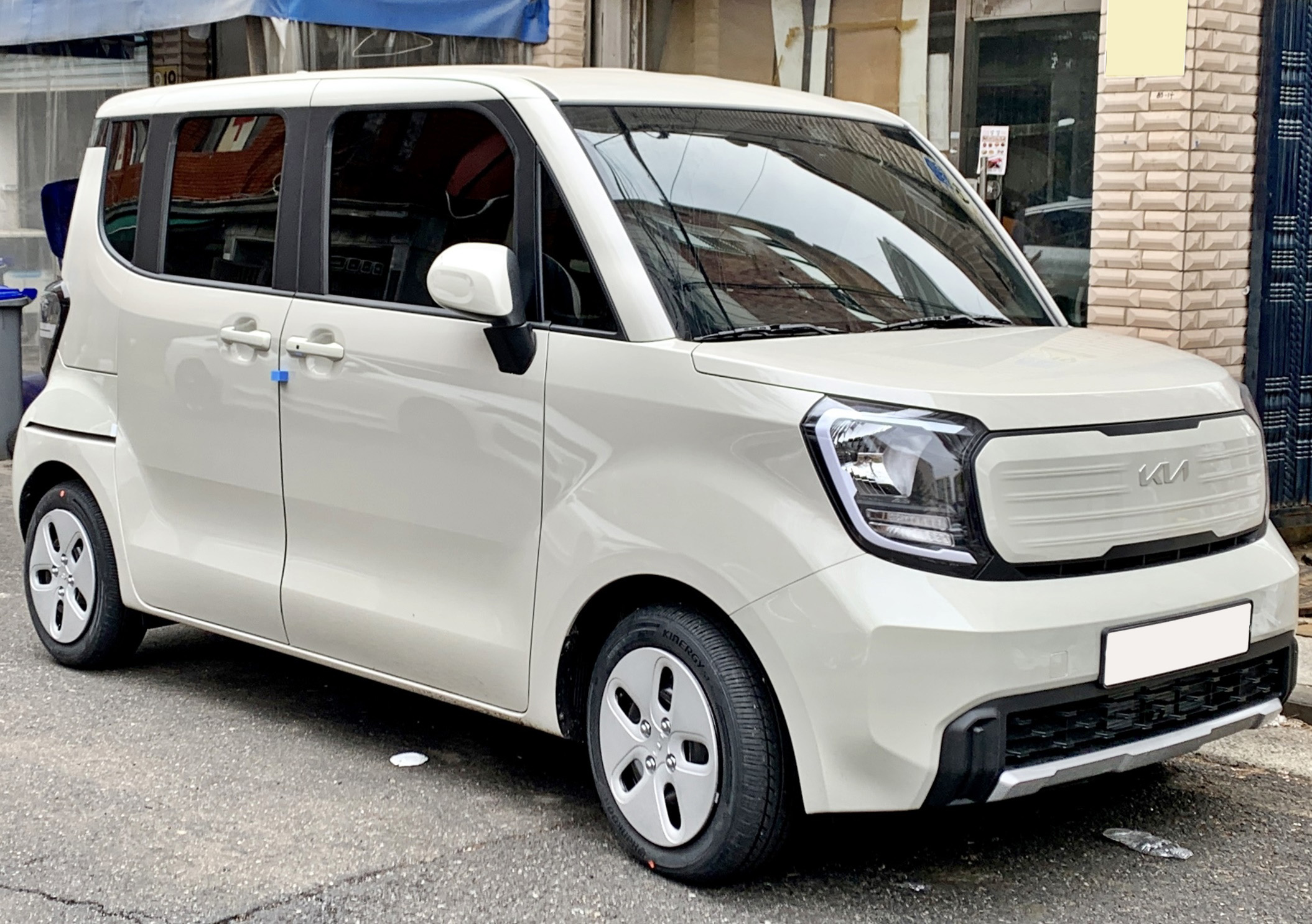
레이

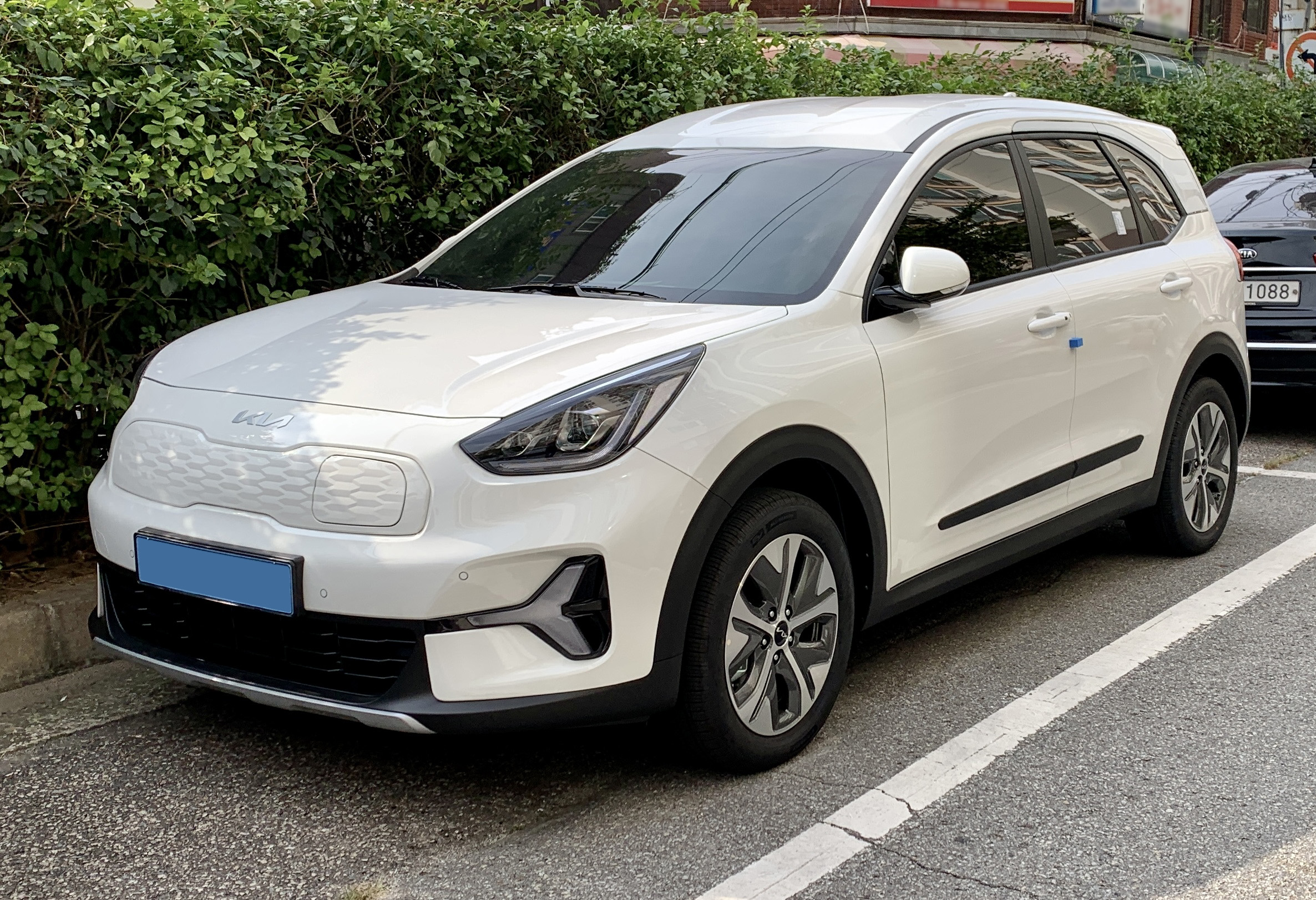
니로 플러스

- 모닝
- 레이
- 니로 플러스
- 스토닉

## 같이 보기
- 기아